# 近藤定男 (実業家)
近藤 定男（こんどう さだお、1938年1月18日 - ）は、日本の経営者。三洋電機社長を務めた。新潟県出身。

## 経歴
1960年に新潟大学工学部を卒業し、同年に東京三洋電機(のちの三洋電機)に入社。1993年2月に取締役に就任し、1995年2月に常務、1996年6月に専務を経て、1998年6月には社長に就任。2000年11月には取締役に就任。